# Les Enfants de Dune (mini-série)
Pour le roman initial, voir Les Enfants de Dune.
Dune
Les Enfants de Dune (Children of Dune) est une mini-série de science-fiction germano-américaine en trois épisodes de 90 minutes environ, adaptée par John Harrison de l'œuvre éponyme de Frank Herbert, réalisée par Greg Yaitanes, produite par RHI Entertainment et diffusée du 16 au 18 mars 2003 sur Sci Fi Channel.
En France, cette mini-série a été diffusée en 2004 sur TPS Cinéstar.
Cette mini-série en trois épisodes est adaptée des livres Le Messie de Dune (épisode 1) et Les Enfants de Dune (épisodes 2 et 3) livres 2 et 3 du cycle de Dune.
Elle fait suite à la mini-série Dune réalisée en 2000.
Summon the Worms, titre phare de la bande originale composée par Brian Tyler, servit notamment de fond sonore à de nombreuses bandes-annonce cinématographiques, est également utilisée pour la bande originale de Pékin Express, diffusé en France sur M6.
En moyenne, les trois épisodes de la mini-série ont été vus par 2,7 millions de téléspectateurs lors de sa première diffusion.

## Synopsis
Voir les romans : Le Messie de Dune et Les Enfants de Dune.

## Distribution
- Alec Newman (VF : Damien Boisseau) : Paul Atréides/Muad'Dib
- Susan Sarandon (VF : Béatrice Delfe) : Princesse Wensicia Corrino
- Julie Cox (VF : Juliette Degenne) : Irulan Corrino-Atréides
- Edward Atterton (VF : Patrick Borg) : Duncan Idaho
- Ian McNeice (VF : Jean-Michel Farcy) : Baron Vladimir Harkonnen
- Barbora Kodetová (VF : Véronique Desmadryl) : Chani
- Steven Berkoff (VF : Vincent Grass) : Stilgar
- Daniela Amavia (en) (VF : Laura Préjean) : Alia Atréides
- P.H. Moriarty (VF : Jean-Bernard Guillard) : Gurney Halleck
- James McAvoy (VF : Paolo Domingo) : Leto Atréides II
- Jessica Brooks (en) (VF : Barbara Beretta) : Ghanima Atréides
- Jonathan Brüün : Farad'n Corrino
- Rik Young (en) (VF : Axel Kiener) : Javid
- Martin McDougall (VF : Bertrand Arnaud) : Scytale
- Gee Williams (VF : Christian Pélissier) : Bijaz
- Alice Krige (VF : Clara Borras) : Dame Jessica Atréides
- Zuzana Geislerová (cs) (VF : Marie-Martine) : la révérende Mère Gaius Helen Mohiam
- Miroslav Táborský : lieutenant Fremen

## Récompense
- Emmy Award 2003 : meilleurs effets spéciaux